# Хэнкок, Мэттью
Мэттью Джон Дэвид Хэнкок (англ. Matthew John David Hancock; род. 2 октября 1978, Честер, Чешир, Англия) — британский политик, генеральный казначей и министр Кабинета во втором правительстве Кэмерона (2015—2016). Министр здравоохранения (с 2018 по 2021).

## Биография
В 1996 году окончил Экзетер-колледж Оксфордского университета со степенью в области политики, философии и экономики, позднее окончил Колледж Христа Кембриджского университета.
С 2000 года занимался в Банке Англии кредитованием жилищного строительства, в 2005 году возглавил аппарат теневого канцлера Казначейства Джорджа Осборна.
В 1999 году Мэттью Хэнкок вступил в Консервативную партию. 6 мая 2010 года избран в Палату общин от избирательного округа Западный Суффолк. В 2012—2013 годах являлся парламентским помощником министра по делам бизнеса, инноваций и профессионального обучения, в 2013—2014 годах — младшим министром профобучения и предпринимательства.

### Работа в правительствах Кэмерона и Мэй
15 июля 2014 года Дэвид Кэмерон произвёл серию кадровых перестановок в своём первом кабинете, в результате которых Хэнкок получил должности младшего министра бизнеса и предпринимательства, младшего министра по проблемам Портсмута и младшего министра энергетики и борьбы с изменением климата, которые дали ему право участвовать в заседаниях правительства.
7 мая 2015 года на очередных парламентских выборах одержал убедительную победу в своём прежнем округе с результатом 52,2 % голосов против 21,7 % у сильнейшего из соперников — кандидата Партии независимости Джулиана Флада (Julian Flood).
11 мая 2015 года Дэвид Кэмерон завершил формирование нового кабинета, в котором Хэнкок получил портфель генерального казначея и министра Кабинета. В круг его непосредственных обязанностей вошли такие меры, как изыскание возможностей для сокращения на 10 млрд фунтов стерлингов управленческих расходов правительства и продолжение работы его предшественника Фрэнсиса Мода по осуществлению реформы гражданской службы.
14 июля 2016 года был сформирован первый кабинет Терезы Мэй, в котором портфели генерального казначея и министра Кабинета достались Бену Гаммеру, а Мэттью Хэнкок стал младшим министром цифровых технологий и культуры без права участия в заседаниях Кабинета.
Парламентские выборы 2017 года принесли Хэнкоку новую победу в Западном Суффолке (61,2 % голосов, в два с лишним раз больше, чем у лейбориста Майкла Джеффриса).
8 января 2018 года Мэй произвела в своём втором кабинете серию кадровых перестановок, в ходе которых Хэнкок вернулся в правительство, заменив Карен Брэдли в кресле министра цифровых технологий, культуры, СМИ и спорта.

### В должности министра здравоохранения
9 июля 2018 года в итоге новой цепочки перемещений «по горизонтали» внутри правительства получил портфель министра здравоохранения.
24 июля 2019 года вновь назначен министром здравоохранения при формировании правительства Бориса Джонсона.
12 декабря 2019 года одержал по итогам парламентских выборов очередную убедительную победу в своём округе с результатом 65,8 % против 20,7 % у сильнейшей из соперников — лейбористки Клэр Ануин (Claire Unwin).
В середине декабря 2019 года сохранил свою должность при формировании второго правительства Джонсона.
В качестве министра здравоохранения в начале 2020 года столкнулся с проблемой пандемии коронавирусной инфекции COVID-19. Ко 2 апреля 2020 года в число инфицированных попал и сам Хэнкок; после первой недели в карантине он объявил о планах довести количество ежедневных тестов на коронавирус до 100 тысяч (31 марта их было произведено 12 799). Кроме того, он объявил о списании с больниц долгов в объёме 13 миллиадов фунтов стерлингов, а также о выделении местным аптекам 300 млн.
10 апреля 2020 года была зафиксирована гибель 980 больных за минувшие сутки, что поставило Великобританию по этому показателю на второе место в Европе после Франции, где максимальное количество жертв за день составило 1417 человек, но с учётом статистики домов ухода за престарелыми и инвалидами, которая до последнего времени не использовалась в Великобритании.
1 мая 2020 года Хэнкок объявил о достижении поставленной цели — 100 тысяч тестов на коронавирус за сутки, но пресса обвинила его в искусственном завышении цифры, поскольку в число 122 тысяч тестов были включены 39 тысяч тестов, только разосланных по домам и местным медицинским лабораториям с неопределённым сроком их использования (30 апреля произведены 81 611 тестов).
8 сентября 2020 года в интервью радиостанции LBC Хэнкок отверг обвинения в потере контроля над эпидемией COVID-19 (6 сентября были зафиксированы 2988 новых инфицированных за предыдущие 24 часа — самый высокий показатель с 22 мая) и объяснил рост численности новых случаев увеличением количества проведённых тестов.
9 сентября британская фармакологическая компания AstraZeneca объявила о приостановке испытаний своей вакцины от коронавирусной инфекции из-за появления тяжёлых симптомов у одного из добровольцев, принявших в них участие.
18 сентября за сутки получено около 6 тыс. положительных тестов на коронавирус, что означало примерное удвоение этого показателя в течение одной недели.
20 сентября Хэнкок объявил о повышении с 28 сентября на территории Англии штрафа на сумму от 1 тыс. до 10 тыс. фунтов стерлингов для инфицированных, нарушающих требование самоизоляции (по данным учёта, только в одном случае из пяти требование самоизоляции полностью соблюдается), и предупредил о возможности дальнейшего ужесточения мер воздействия в случае новых нарушений (по данным прокуратуры, были выписаны около 19 тыс. штрафов, но уплачены менее половины из них).
30 декабря 2020 года вакцина AZD1222, разработанная совместно Оксфордским университетом и компанией AstraZeneca, одобрена к применению на территории Великобритании.
26 июня 2021 года Хэнкок ушёл в отставку после обвинений в нарушении антиэпидемических ограничений, когда было опубликовано видео, на котором он поцеловал свою помощницу (его преемником стал Саджид Джавид).

## Скандалы
Изабель Оукшотт получила доступ к переписке экс-министра здравоохранения Британии,
который нанял Оукшотт для редактирования своих мемуаров.
Но Оукшотт была противницей политики локдаунов Хэнкока
и передала более 100 000 сообщений Хэнкока в WhatsApp
газете Daily Telegraph.
Daily Telegraph начала публиковать их в феврале 2023 года в серии под названием «Файлы карантина».